# Tottenham
Tottenham  (AFI: [ˈtɒʔnəm]) é um distrito situado no Norte de Londres, no borough londrino de Haringey, a cerca de 10 km a nordeste de Charing Cross.